# Buch der Jubiläen

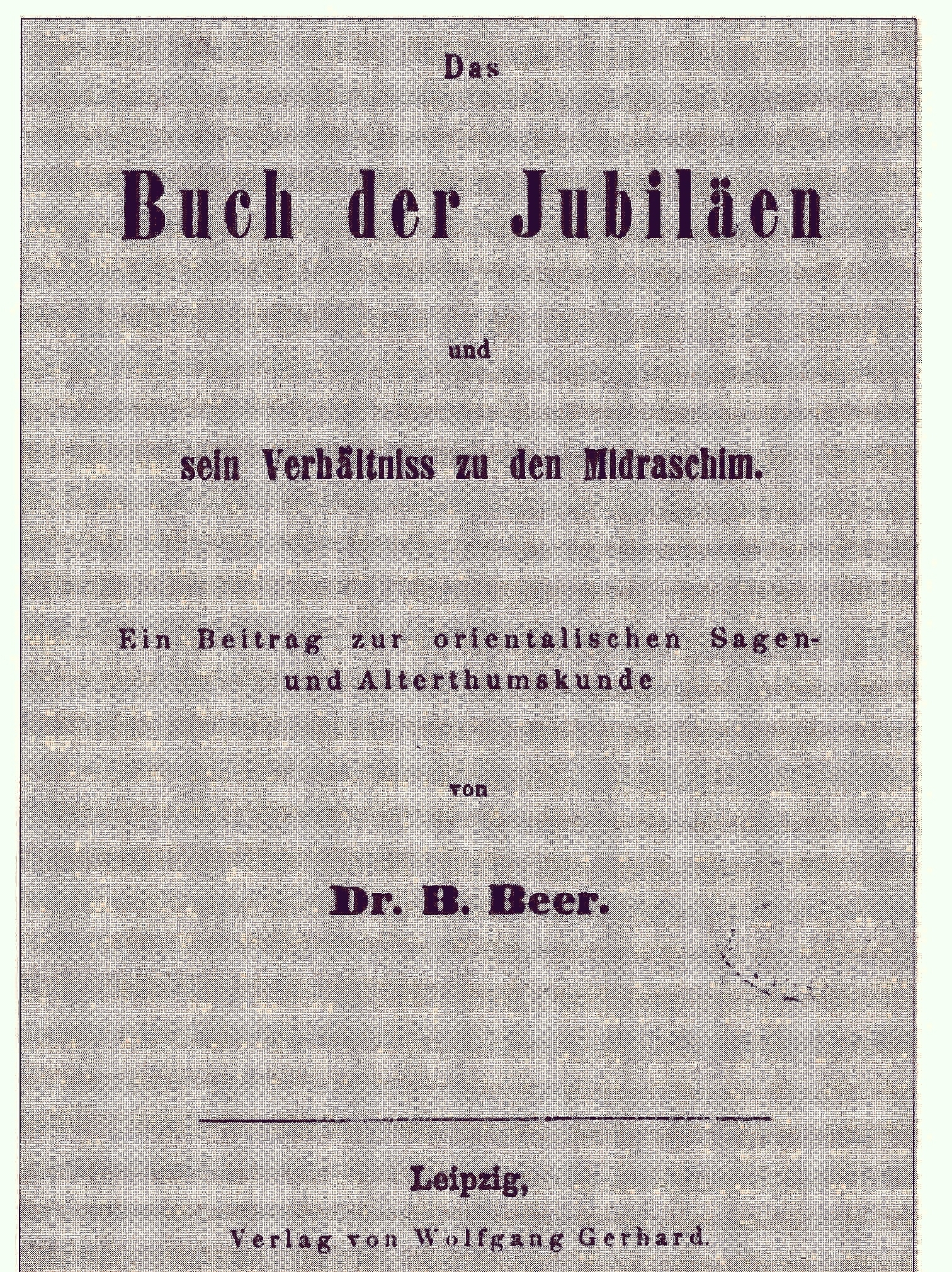
Deutsche Übersetzung vom Jubiläen von Bernhard Beer, 1856

Das Buch der Jubiläen, Jubiläenbuch (hebräisch ספר היובלים, altäthiopisch መጽሃፈ ኩፋሌ Mezchafe Kufale, „Buch der Einteilungen“), früher auch Kleine Genesis (Leptogenesis) genannt, ist eine jüdische Schrift aus dem 2. Jh. v. Chr. Sie gilt heute in der äthiopisch-orthodoxen Kirche sowie bei den Beta Israel als kanonisch. Von den übrigen christlichen Konfessionen aber wird sie zu den Pseudepigraphen des Alten Testaments gerechnet. Die ältesten Fragmente des Jubiläenbuches, dessen Handlung weitgehend dem Buch Genesis und der ersten Hälfte des Buches Exodus parallel läuft, wurden unter den Schriftrollen vom Toten Meer gefunden. Das zentrale Anliegen, das dem Jubiläenbuch auch seinen Namen gegeben hat, ist die von Siebenerperioden bestimmte Zeitrechnung, mit Jubiläen zu je 49 Jahren.

## Inhalt
Das Buch der Jubiläen beginnt mit einem Bericht von der Offenbarung Gottes an Mose auf dem Sinai (Jub 1, vgl. Ex 24,15–18 ). Ebendort wird der „Engel des Angesichts“ damit beauftragt, für Mose die gesamte Geschichte der Welt von ihrer Erschaffung bis zum Bau des Heiligtums aufzuschreiben (Jub 1,27). Der Rest des Buches (Jub 2–50) enthält dann diese Geschichte aus der Perspektive des Engels, von der Schöpfungsgeschichte, die den Sabbat begründet (Jub 2,17–33, vgl. Gen 2,1–3 ) bis zu Mose auf dem Sinai, der die detaillierten Vorschriften über den Sabbat empfängt (Jub 50, vgl. Ex 31,12–17 ). Im Vergleich zur Tora wird vieles gekürzt, manches aber auch mit zusätzlichen Details ausgeschmückt. Vor allem wird jedes Ereignis einer mit der Schöpfung beginnenden Zeitrechnung, die in Jahrwochen und Jubiläen gegliedert ist, eingeordnet, oft auch mit genauer Angabe von Jahr, Monat und Tag. Die Verführung Evas durch die Schlange etwa soll „nach Ablauf der sieben Jahre (…) und zwar im 2. Monat, am 17. Tage“ stattgefunden haben (Jub 3,17). Adam starb „am Ende des 19. Jubiläums, in der 7. Jahrwoche, in ihrem 6. Jahre“ (Jub 4,29).
Sieben Jahre bilden eine Jahrwoche, sieben Jahrwochen ein Jubiläum. Ein Jubiläum umfasst somit 49 Jahre. Die chronologische Grundeinheit ist jedoch die Siebentagewoche mit dem Sabbat. Im Jubiläenbuch wird ein Kalender mit einem Jahr von 364 Tagen propagiert (Jub 6,32). Dieses Jahr besteht aus 4 Quartalen mit je 13 Sabbaten (Jub 6,29), also insgesamt genau 52 Wochen. Das hat den praktischen Vorteil, dass jedes Fest immer auf den gleichen Wochentag fällt, aber den Nachteil, dass weder die Jahreslänge mit dem wirklichen Sonnenjahr übereinstimmt noch die sich ergebenden Monate von 30 bzw. 31 Tagen mit der tatsächlichen Lunation. Das war den Verfassern des Jubiläenbuches auch bewusst. Sie schieben darum dem Mond selbst die Schuld zu:

„Und es wird Leute geben, die den Mond genau beobachten unter Beachtung des Mondes. Denn er verdirbt die Zeiten und geht von Jahr zu Jahr zehn Tage vor.“

Auch enthält das Werk zahlreiche Speise- und Reinheitsvorschriften, so auch das Verbot der Exogamie (Jub 30,11).
Großen Raum nehmen die Engel ein. Erwähnt werden vier Klassen: „Engel des Angesichts“, „Engel der Heiligung“, „Engel der Natur“ und „Schutzengel“. Berichtet wird u. a. die Erschaffung der Engel am ersten Schöpfungstag, aber auch die sündhafte Verbindung abtrünniger Engel mit Menschentöchtern, aus der das später bei der Sintflut vernichtete Riesengeschlecht der Nephilim hervorging. (In der äthiopischen Fassung wird allerdings gesagt, dass in diesem Fall mit „Engeln“ die Nachkommen Sets und mit „Menschen“ die Nachkommen Kains gemeint sind.)
Nach Auffassung des Autors der Jubiläen war Hebräisch die Sprache, die ursprünglich von aller Kreatur, Menschen wie Tieren, und auch im Himmel gesprochen worden sein soll. Nach der Zerstörung des Turmes zu Babel sei sie aber in Vergessenheit geraten, ehe sie Abraham wieder von den Engeln gelehrt worden sei. Henoch sei der erste Mensch gewesen, den sie in der Kunst der Schrift unterwiesen hätten, worauf er alle Geheimnisse der Astronomie, der Zeitmessung und der Weltgeschichte niedergeschrieben habe.

## Manuskripte
Die Originalsprache des Buches ist Hebräisch. In fünf verschiedenen Qumranhöhlen wurden Fragmente von 16 verschiedenen Handschriften des Buches gefunden: 1Q17–18; 2Q19–20; 3Q5, 4Q176a, 4Q216, 4Q217, 4Q218, 4Q219, 4Q220, 4Q221, 4Q222, 4Q223, 4Q224 und 11Q12. Demnach war es eines der meistgelesenen Bücher in der Qumrangemeinschaft. Ein Zitat des Jubiläenbuches in der Damaskusschrift (CD 16,3f.) zeigt, dass es auch als kanonisch angesehen wurde.
Das hebräische Jubiläenbuch ist schon früh ins Griechische übersetzt worden, nach James VanderKam spätestens um 200 n. Chr., nach Klaus Berger wahrscheinlich schon vor 70 n. Chr. Es gibt aber nur bruchstückhafte, auf ein Werk des Epiphanios von Salamis zurückgehende griechische Texte sowie einige lateinische Fragmente, deren textkritischer Wert gewöhnlich hoch eingeschätzt wird. Ein zusätzliches syrisches Fragment im British Museum mit dem Titel Namen der Patriarchengattinen gemäß dem Hebräischen Buch der Jubiläen legt nahe, dass auch eine syrische Fassung existiert haben muss.
Vollständig überliefert ist das Jubiläenbuch nur in altäthiopischer Sprache, da es Bestandteil der altäthiopischen Bibel ist. Die ältesten bekannten äthiopischen Handschriften des Jubiläenbuches stammen aus dem 14. und 15. Jahrhundert.

## Entstehungsgeschichte
Die Entstehungszeit des Jubiläenbuches ist nicht sicher anzugeben. Während besonders in der älteren Forschung eine Datierung in die Zeit des Hasmonäers Johannes Hyrkanos I. (135–104 v. Chr.) gelegentlich vertreten wurde, ist heute eine Mehrheit von Forschern der Ansicht, das Buch sei in vorhasmonäischer Zeit entstanden. Entsprechende Datierungen fallen ins frühe 2. oder sogar ins 3. Jahrhundert v. Chr. Die wichtigsten Argumente für eine Datierung in die Hasmonäerzeit sind vermeintliche Aussagen innerhalb des Buches, die auf Ereignisse um den Makkabäeraufstand Bezug nehmen (etwa Kap. 15 zur Verweigerung der Beschneidung durch hellenisierende Kreise in Jerusalem, oder die Behandlung Esaus als Reflex der Eroberung Idumäas unter Hyrkanos I.). Solche Deutungen sind aber unsicher. Für die Frühdatierung wird der Status des Jubiläenbuches in den Qumranschriften angeführt. Es wird dort (d. h. im 2. und 1. Jahrhundert v. Chr.) als autoritative Schrift zitiert, was eine deutlich frühere Entstehung wahrscheinlich macht. Zudem wird aufgrund inhaltlicher Übereinstimmungen besonders mit der Tempelrolle (die wiederum als einer der ältesten Qumrantexte gilt) eine inhaltliche Entwicklung angenommen, an deren relativem Beginn das Jubiläenbuch steht. Das älteste Manuskript des hebräischen Originals stammt aus Qumran und wird paläographisch auf 125–100 v. Chr. datiert. Damit sind einige Spätdatierungen fragwürdig geworden, da das Jubiläenbuch wohl nicht in Qumran entstanden ist und also schon einige Zeit vorher in Umlauf gewesen sein muss.
Über den Verfasser ist nichts bekannt; ältere Thesen zu pharisäischer Autorschaft sind heute überholt. Gewöhnlich wird heute eine Randgruppe des Judentums als Entstehungskontext angenommen, die gelegentlich auch als „proto-qumranisch“ oder „proto-essenisch“ bezeichnet wird.

## Wirkungsgeschichte

### In Judentum und Christentum
Unter den Schriftrollen von Qumran ist das Jubiläenbuch in zahlreichen Handschriften belegt, hatte demnach hohe Bedeutung für die hinter den Texten stehende Gruppierung. In den jüdischen Kanon wurde das Jubiläenbuch gleichwohl nicht aufgenommen. Ähnliches gilt für das Christentum. Zwar stand das Buch auch bei den Kirchenvätern in hohem Ansehen, dennoch wurde es kein Teil des Kanons der Reichskirche. Dass das Buch überhaupt die Zeiten überdauert hat, ist daher allein den Orientalisch-Orthodoxen Kirchen, dabei vor allem der äthiopischen Kirche, sowie den Schriftrollen vom Toten Meer zu verdanken. Beeinflusst durch den Gebrauch in Äthiopien gelangte das Buch in neuerer Zeit auch in Teilen der jamaikanischen Rastafari-Bewegung zu einigem Ansehen.

### Im Islam
Andrew Rippin und Roberto Tottolio in ihrem Werk „Books and Written Culture of the Islamic World“ gehen von einem Einfluss des Jubiläenbuches bei der Entstehung des Islam aus. Dabei vergleichen sie die Koransuren 19:41–48 sowie 21:51–73 mit dem Jubiläenbuch und weisen auf inhaltliche Berührungen, aber auch spezifische Unterschiede zwischen den Abrahamüberlieferungen im Koran und im Jubiläenbuch hin.
Während im Buch der Jubiläen Abraham nur seinen Vater vom Götzendienst abbringen möchte (Jub 12), fungiert Abraham im Koran als von Gott ernannter Prophet für sein Volk und spricht entsprechend zu seinen Leuten, um sie als Kollektiv vom Götzendienst abzubringen. Im Jubiläenbuch stimmt Terach, der Vater Abrahams, seinem Sohn zwar darin zu, dass die anderen Götter Menschenwerk seien, rät aber Abraham, still zu bleiben, um sein Leben zu retten. Im Koran dagegen gehen Abrahams Vater und das Volk willentlich dem Götzendienst nach und lehnen Abrahams Versuch der Missionierung mit der Drohung von Gewalt ab. Als Abraham daraufhin alle Götzenstatuen bis auf einen kaputtschlägt, wird er von seinem Volk angeklagt. Er verteidigt sich, indem er seine Schuld der übriggebliebenen Statue zuschiebt. Er wird daraufhin von der Masse dem Feuer preisgegeben, jedoch, bevor er zu Schaden kommt, von Gott beschützt. Nach dem Jubiläenbuch soll die Geschichte anders verlaufen sein: Abraham legt, nach dem Gespräch mit seinem Vater, am Tempel der Götzen ein Feuer und flüchtet unerkannt von seinem Heimatort, während sein Bruder Haran, der im Koran nicht vorkommt, bei den Löscharbeiten ums Leben kommt. Parallelen zu den genannten koranischen Erzählmotiven gibt es aber in der weiteren jüdisch-christlichen Überlieferung, teilweise sogar schon in der Bibel.
Die Deutung Abrahams als Prophet schließlich ist nicht nur im Jubiläenbuch selbstverständlich, da Abraham hier mehrfach als Empfänger göttlicher Offenbarungen begegnet (Jub 12,22–24; 13,19–21; 18,15–16 u. ö.), sondern bereits in Gen 20,7 .
Es gibt also einerseits phänomenologische Ähnlichkeiten, wie die literarische Form der durch einen Engel vermittelten göttlichen Offenbarung und das Bestreben, wichtige Ereignisse der Vergangenheit auf bekannte Festtage zu datieren. Gott schließt seinen Bund mit Abraham nach Jub 14 und 15 jeweils im dritten Monat, also zu der Zeit, da später zum Wochenfest an die Offenbarung auf dem Sinai gedacht wird. Die Bindung Isaaks wird in Jub 17,15–18,3) auf den 15. Tag des ersten Monats datiert, das Datum des späteren Pessach-Festes, bei dem an die Errettung der Erstgeborenen gedacht wird. Ähnlich finden z. B. in der Prophetenbiographie nach Ibn Ishaq viele wichtige Ereignisse am selben Datum statt. Und es gibt andererseits inhaltliche Berührungen, etwa in der Abrahamgeschichte.
Insgesamt sind die Ähnlichkeiten zwischen Jubiläenbuch und Koran aber nicht spezifisch genug, um eine unmittelbare Abhängigkeit zu belegen. Sie zeigen vielmehr, wie stark der Koran im jüdisch-christlichen Traditionsstrom wurzelt.